# Gaultheria insana
Gaultheria insana là một loài thực vật có hoa trong họ Thạch nam. Loài này được (Molina) D.J.Middleton mô tả khoa học đầu tiên năm 1990.